# Почуті історії
Почуті історії (ang. Tales of Hearsay) — збірка з чотирьох раніше неопублікованих оповідань Джозефа Конрада. Опубліковані посмертно в 1925 році.
У Польщі збірка вийшла 1928 року у складі «Колективних журналів» з передмовою Стефана Жеромського, у перекладі Терези Сапежини та Станіслава Вижиковського.

## Зміст
- Душа воїна (Soul Warriora), вперше опублікована в «Земля і вода» у 1917 році,
- Принц Роман (Prince Roman), вперше опублікований у The Oxford and Cambridge Review у 1911 році,
- Оповідання (The Tale), вперше опубліковане у «The Strand Magazine» у 1917 році,
- Чорний офіцер (The Black Mate), вперше опублікований у «The London Magazine» у 1908 році,

Оповідання «The Black Mate», яке входить до збірки, мало два варіанти перекладу: «Чорний офіцер» та «Чорний керманич».
Постаті князя Романа Санґушка присвячено оповідання Князь Роман .